# Lagd på strå i ett stall
Lagd på strå i ett stall är ursprungligen en medeltida julhymn "Personent hodie" (kallad "skolsång") från 1582, tolkad av Anders Frostenson 1960. Musiken har gammalt tyskt ursprung från 1360.
Den svenska texten är upphovsrättsligt skyddad till och med år 2077.

## Publicerad som
- Nr 434 i Den svenska psalmboken 1986 under rubriken "Trettondedag jul".
- Nr 494 i Psalmer och Sånger 1987 under rubriken "Kyrkoåret - Trettondedag jul".[1]
- Nr 724 i Kyrkovisor för barn under rubriken "Trettondedag Jul".